# Waku Waku Sonic Patrol Car
Waku Waku Sonic Patrol Car (яп. わくわくソニックパトカー, Ваку Ваку Сонікку Пато Ка:) — відеогра серії Sonic the Hedgehog, розроблена компанією Sega AM1 та видана Sega для аркадних автоматів Sega System C-2 в 1991 році.

## Ігровий процес

Протягом гри Сонік керує поліційною машиною, контрольованою гравцем.

Waku Waku Sonic Patrol Car є аркадним автосимулятором, виконаним у двовимірній графіці з видом зверху. На початку гри їжак Сонік виходить із поліційної дільниці й стрибає у свою патрульну машину. Після цього починається рух і гравець може керувати автомобілем, як йому заманеться, у тому числі включити або вимкнути сирену, або вистрибнути з машини, для чого аркадний автомат передбачає кермо, педаль, кнопки й важіль. На дорогах можуть зустрічатися перехрестя. Якщо на світлофорі горить червоний колір, гравець повинен зупинитись, щоб пропустити тварин. Після появи доктора Еґмана, який починає штовхати машини, гравець повинен увімкнути сирену та переслідувати його. Щоб атакувати лиходія, потрібно натискати кнопку, щоб Сонік вистрибнув і вдарив його. Під час переслідування слід уникати бомб, які лиходій кидає на дорогу, щоб уповільнити швидкість автомобіля Соніка. При досить великому пошкодженні машина вибухає, але Еґман залишається неушкодженим. Якщо гравець довгий час не робитиме будь-яких дій, противник втече від нього. Незалежно від результату, Сонік повертається до поліційної дільниці й прощається з гравцем. Залежно від того, наскільки добре гравець уникав зіткнень, він може заробити до п'яти зірок.

## Розробка та вихід гри
Waku Waku Sonic Patrol Car було розроблено компанією Sega AM1, яка займається випуском ігор для аркадних автоматів. Симулятор працює на системі C-2 PCB, плати якої були на консолі Sega Mega Drive/Genesis. Фоновою музикою в грі є тема «Green Hill Zone», першого рівня гри Sonic the Hedgehog. Графіка та спрайти у Waku Waku Sonic Patrol Car відрізняються від тих, які використовуються в оригінальній Sonic the Hedgehog. Гра також містить зразки мови, що робить її однією з перших ігор серії Sonic the Hedgehog, де озвучені персонажі. Так, їжака Соніка озвучив Такесі Кусао, а професора Еґмана — Масахару Сато, які пізніше озвучили їх у наступних іграх серії, випущених для аркадних автоматів.
Waku Waku Sonic Patrol Car була випущена у 1991 році тільки в Японії. Через невелику популярність автомат є великою рідкістю на вторинному ринку. У вересні 2015 року образ гри був викладений в інтернет і його можна було відтворити через оновлений емулятор MAME.

## Оцінки та відгуки
Більшість відгуків гра отримала лише у 2015 році після виходу оновленої версії емулятора MAME, завдяки якому можна пройти Waku Waku Sonic Patrol Car на персональному комп'ютері. Девід Молке із сайту GamesPilot назвав аркаду разом із SegaSonic Cosmo Fighter легендарною, а її вихід у 1991 році - дивним розділом в історії Соніка. Представник Kotaku Люк Планкетт заявив, попри свою рідкість та раритетність, сама програма MAME не може передати той дух, який відчувається під час проходження на справжньому аркадному автоматі. Критику з Digital Spy не сподобалося у Waku Waku Sonic Patrol Car пересування за допомогою автомобіля, оскільки це уповільнює швидкість Соніка, і вважав не дуже гарною ідеєю озвучувати їжака та Еґмана.